# Англіканська спільнота
Англіка́нська спільнота (англ. The Anglican Communion) — всесвітнє об'єднання помісних (національних) англіканських церков. Не існує єдиної «Англіканської церкви», що має загальну юрисдикцію, оскільки усі національні англіканські церкви адміністративно незалежні і знаходяться в повній канонічній єдності з Церквою Англії, яка розглядається як «Материнська церква» (mother church) спільноти по всьому світу, і з її головним примасом Архиєпископом Кентерберійським (The Archbishop of Canterbury). Статус повної канонічної єдності означає, що між цими церквами існує взаємна згода у найважливіших доктринах і Причастя в кожній помісній церкві можливо для кожного англіканця.
Об'єднуючи близько 77 мільйонів послідовників, Англіканська спільнота є третьою найбільшою християнською спільнотою у світі після Католицької і Православної церков. Деякі з цих церков відомі як Англіканські (тобто вони точно визнають свій історичний зв'язок з Англією (лат. Ecclesia Anglicana в перекладі означає «Англійська церква» або «Церква Англії»); інші, як, наприклад, Американська і Шотландська єпископальні церкви, або Церква Ірландії, віддають перевагу окремим найменуванням. Кожна церква має свої власну доктрину і літургію, і управляється місцевим примасом.
Архієпископ Кентерберійський, предстоятель Церкви Англії, не має офіційної канонічної або адміністративної влади за її межами, але він визнається символічним главою спільноти. По відношенню до предстоятелів інших помісних англіканських церков користується першістю честі (primus inter pares — «перший серед рівних»).
Англіканська спільнота вважає себе частиною Єдиної, Святої, Вселенської і Апостольської церкви, водночас Вселенської і Реформованої.

## Провінції спільноти

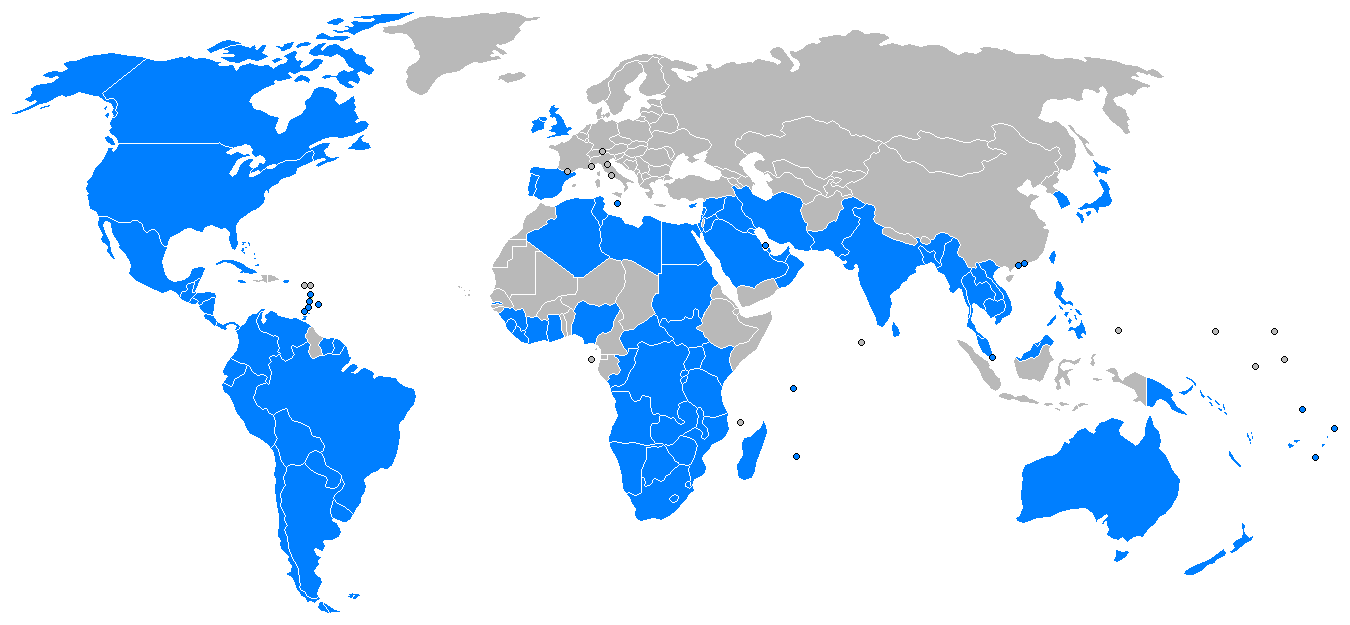
Провінції Англіканської спільноти

Всі тридцять вісім Провінцій Англіканської спільноти є незалежними, кожна зі своїм примасом і керівними структурами. Провінції можуть бути національними церквами (як у Канаді, Уганді або Японії), або регіональними церквами (як у Вест-Індії, Центральній Африці або Південно-Східній Азії).
У Сполученому Королівстві існує чотири церкви, що входять до Спільноти: Церква Ірландії, Шотландська єпископальна церква, Церква Уельсу і Церква Англії.
Тридцять вісім Провінцій Англіканської спільноти:
- Англіканська Єпископальна Церква Бразилії (порт.-браз. Igreja Episcopal Anglicana do Brasil)
- Англіканська церква Австралії (The Anglican Church of Australia)
- Англіканська церква Бурунді (The Anglican Church of Burundi)
- Англіканська церква в Аотеароа, Нової Зеландії і Полінезії (The Anglican Church in Aotearoa, New Zealand and Polynesia)
- Англіканська церква Центральної Америки (ісп. Iglesia Anglicana de la Región Central América)
- Англіканська церква Гонконгу (Hong Kong Sheng Kung Hui)
- Англіканська церква Канади (The Anglican Church of Canada)
- Англіканська церква Кенії (The Anglican Church of Kenya)
- Англіканська церква Кореї (The Anglican Church of Korea)
- Англіканська церква Мексики (The Anglican Church of Mexico)
- Англіканська церква Папуа Нової Гвінеї (The Anglican Church of Papua New Guinea)
- Англіканська церква Південної Америки (ісп. Iglesia Anglicana del Cono Sur de las Americas)
- Англіканська церква Танзанії (The Anglican Church of Tanzania)
- Англіканська церква Південної Африки (The Anglican Church of Southern Africa)
- Англіканська церква Японії (Nippon Sei Ko Kai)
- Єпископальна церква Єрусалиму і Близького Сходу (The Episcopal Church in Jerusalem and the Middle East)
- Єпископальна церква Сполучених Штатів Америки (The Episcopal Church of the United States of America)
- Єпископальна церква Судану (The Episcopal Church of the Sudan)
- Єпископальна церква Філіппін (The Episcopal Church in the Philippines)
- Провінція Англіканської церкви Конго (фр. Province de L'Église Anglicane Du Congo)
- Церква Англії (The Church of England)
- Церква Бангладеш (The Church of Bangladesh)
- Церква Ірландії (The Church of Ireland)
- Церква Нігерії (The Church of Nigeria)
- Церква Пакистану (The Church of Pakistan)
- Церква Провінції Бірма (The Church of the Province of Myanmar)
- Церква Провінції Вест-Індії (The Church in the Province of the West Indies)
- Церква Провінції Західної Африки (The Church of the Province of West Africa)
- Церква Провінції Індійського Океану (The Church of the Province of the Indian Ocean)
- Церква Провінції Меланезія (The Church of the Province of Melanesia)
- Церква Провінції Руанда (The Church of the Province of Rwanda)
- Церква Провінції Центральної Африки (The Church of the Province of Central Africa)
- Церква Провінції Південно-Східна Азія (The Church of the Province of South East Asia)
- Церква Північної Індії (The Church of North India)
- Церква Уганди (The Church of Uganda)
- Церква Уельсу (The Church in Wales)
- Церква Південної Індії (The Church of South India)
- Шотландська єпископальна церква (The Scottish Episcopal Church)

Крім того, до спільноти входять шість церков (англ. extra-provincial churches), що не входять до провінцій, п'ять з яких знаходяться під юрисдикцією Архієпископа Кентерберійського:
- Англіканська церква Бермудських островів (The Anglican Church of Bermuda) (в юрисдикції Архієпископа Кентерберійського)
- Єпископальна церква Куби (Iglesia Episcopal de Cuba) (в юрисдикції єпископської ради)
- Парафія Фолклендських островів (The Parish of the Falkland Islands) (в юрисдикції Архієпископа Кентерберійського)
- Лузитанська католицька апостольська євангельська церква (The Lusitanian Catholic Apostolic Evangelical Church) (в юрисдикції Архієпископа Кентерберійського)
- Іспанська Реформована єпископальна церква (The Spanish Reformed Episcopal Church) (в юрисдикції Архієпископа Кентерберійського)
- Церква Цейлону (The Church of Ceylon) (в юрисдикції Архієпископа Кентерберійського)